# Jegor Wadimowitsch Korotkow
Jegor Wadimowitsch Korotkow (russ. Егор Вадимович Коротков; * 14. April 1986 in Trjochgorny) ist ein russischer Freestyle-Skier. Er ist auf die Disziplin Skicross spezialisiert.

## Biografie
Zu Beginn seiner Sportkarriere war Korotkow ein alpiner Skirennläufer, war aber wenig erfolgreich. Sein bestes Ergebnis in einem FIS-Rennen ist ein dritter Platz im Dezember 2008. Im selben Monat bestritt er sein letztes alpines Rennen überhaupt. Seine erste Teilnahme an einem internationalen Skicross-Rennen war im März 2006 anlässlich der Freestyle-Juniorenweltmeisterschaft in Krasnoje Ozero, wo er den fünften Platz erreichte.
Sein Debüt im Weltcup hatte Korotkow am 12. Januar 2008 in Les Contamines, wo er 15. wurde und damit auch gleich Weltcuppunkte gewann. Das beste Ergebnis in seiner Premierensaison war ein 11. Platz eine Woche später in Kreischberg. In der darauf folgenden Weltcupsaison 2008/09 kam er nicht über einen 23. Platz hinaus, gewann aber erstmals den russischen Meistertitel. Im Januar 2010 stieß Korotkow im Weltcup erstmals unter die besten zehn vor, bei den Olympischen Winterspielen 2010 kam er auf Platz 25. Am 16. Januar 2011 gelang ihm mit Platz 3 in Les Contamines die erste Weltcup-Podestplatzierung. Zum Auftakt der Saison 2010/11 wurde Korotkow in Innichen zweimal Zweiter, gleichbedeutend mit seinen bisher besten Ergebnissen im Weltcup.

## Erfolge

### Olympische Spiele
- Vancouver 2010: 25. Skicross
- Sotschi 2014: 5. Skicross

### Weltmeisterschaften
- Madonna di Campiglio 2007: 30. Skicross
- Inawashiro 2009: 27. Skicross
- Deer Valley 2011: 16. Skicross
- Voss 2013: 28. Skicross
- Kreischberg 2015: 29. Skicross

### Weltcup
- Saison 2011/12: 10. Skicross-Weltcup
- 3 Podestplätze

### Weitere Erfolge
- 3 russische Meistertitel (2009, 2010, 2011)
- 1 Podestplatz im Nor-Am Cup